# 牧野茂 (軍人)
牧野 茂（まきの しげる、1902年（明治35年）8月9日 - 1996年（平成8年）8月30日）は、日本の海軍軍人、造船技師。東京帝国大学卒業。最終階級は海軍技術大佐。愛知県名古屋市出身。

## 経歴
1902年（明治35年）8月9日生まれ。愛知県名古屋市出身。東京府立第一中学校、第八高等学校を経て、1922年（大正11年）、東京帝国大学工学部船舶工学科に入学。大正11年7月、海軍造船学生。1925年（大正14年）3月、東京帝国大学を卒業（工学士）。
大正14年5月、海軍造船中尉に任官、横須賀鎮守府付。1927年（昭和2年）12月に海軍造船大尉に進級し、1931年（昭和6年）12月から1934年（昭和9年）12月までフランスに駐在し（フランス国立造船大学〈シェルブール〉）、その間の1932年（昭和7年）12月に海軍造船少佐に進級。
1936年（昭和11年）から1941年（昭和16年）まで呉海軍工廠造船部設計主任。この間、戦艦「大和」の建造に携わる。牧野は大和型の設計・その後の改良を怠った事で大和、武蔵の喪失に繋がった事を後悔していたと言われる。
1937年（昭和12年） イギリス国王ジョージ6世の戴冠記念観艦式に参列。
1945年（昭和20年） 終戦。海軍技術大佐、海軍艦政本部第4部設計主任だった。その後、公職追放となる。
1954年（昭和29年） 船舶設計協会常務理事、国際船舶工務所社長に就任。
海上自衛隊警備艦を設計。
1955年（昭和30年） 海上保安庁灯台補給船『宗谷』の南極観測船への改造設計を依頼される。
のちに、防衛庁技術研究本部嘱託、三菱重工業船舶事業本部顧問、国際電信電話（KDD）嘱託、電電公社嘱託などを勤め、船舶等の造修業務を行う。
1996年（平成8年） 没。享年94。

## 著書
- 「牧野茂艦船ノート」（出版協同社、1987年） ISBN 978-4879700452
- 「海軍造船技術概要」（福井静夫と共著）（今日の話題社、1987年）、ISBN 978-4875652052